# Imagen latente
Imagen latente és una pel·lícula xilena de 1987 escrita i dirigida pel cineasta Pablo Perelman, amb les actuacions de Bastián Bodenhöfer, Gloria Münchmeyer i María Izquierdo.
Està inspirada en el cas real del germà del propi director, Juan Carlos Perelman, qui va ser segrestat, torturat, assassinat i posteriorment "desaparegut" per agents de la dictadura militar de Pinochet el 1975. La seva estrena estava prevista per a 1988, però la dictadura la va prohibir, podent només arribar a les sales una vegada recuperada la democràcia, en 1990.

## Argument
Xile, 1983. Pedro (Bastián Bodenhöfer) és un fotògraf de publicitat, el germà de la qual és un dels 1.210 detinguts desapareguts de la dictadura pinochetista. A partir dels testimoniatges de supervivents entrevistats per Pedro, es recrea el funcionament del centre clandestí de detenció i torura de Villa Grimaldi, mentre busca develar la veritat sobre la mort del seu germà.

## Repartiment
- Bastián Bodenhöfer
- Gloria Münchmeyer
- María Izquierdo
- Gonzalo Robles
- Elena Muñoz
- Schlomit Baytelman
- Elsa Poblete
- Patricio Bunster
- María Teresa Fricke
- Héctor Noguera
- Roberto Poblete

## Premis i nominacions
Va obtenir el Premi Especial del Jurat al Festival dels Tres Continents on era nominada al Montgolfière d'or.